# Logan (Dakota du Nord)
Pour les articles homonymes, voir Logan.
Logan est une census-designated place située dans le comté de Ward, dans l’État du Dakota du Nord, aux États-Unis. Sa population s’élevait à 194 habitants lors du recensement de 2010.

## Démographie
| Groupe            | Logan | Dakota du Nord | États-Unis |
| ----------------- | ----- | -------------- | ---------- |
| Blancs            | 97,4  | 90,0           | 72,4       |
| Métis             | 2,6   | 1,8            | 2,9        |
| Autres            | 0     | 8,2            | 24,7       |
| Total             | 100   | 100            | 100        |
|                   |       |                |            |
| Latino-Américains | 0,5   | 2,0            | 16,7       |

Selon l'American Community Survey, pour la période 2011-2015, 100 % de la population âgée de plus de 5 ans déclare parler l'anglais à la maison.
| 2000 | 2010 | - | - | - | - |
| ---- | ---- | - | - | - | - |
| 247  | 194  | - | - | - | - |

## Source
- (en) Cet article est partiellement ou en totalité issu de l’article de Wikipédia en anglais intitulé « Logan, North Dakota » (voir la liste des auteurs).